# FC Überlingen
Der Fußball-Club 09 Überlingen e. V. ist ein deutscher Fußballverein mit Sitz in der baden-württembergischen Stadt Überlingen im Bodenseekreis.

## Geschichte

### Gründung bis Zweiter Weltkrieg
Der Verein wurde am 15. Mai 1909 gegründet und trat im Jahr 1913 dem Süddeutschen Fußballverband bei. Wegen des Ersten Weltkriegs kam es zunächst nicht zu einem aktiven Spielbetrieb. Nach dem Ende des Krieges erfolgte am 10. April 1919 eine Umbenennung in Sportverein Überlingen, da Abteilungen für Schwimmen und Tennis etabliert wurden. In der Saison 1920/21 beteiligte sich die erste Fußball-Mannschaft am aktiven Spielbetrieb. Am 25. März 1929 kam es zum Zusammenschluss mit dem lokalen Arbeiter-Turn- und Sportbund zum mit Unterbrechung bis heute bestehenden FC 09 Überlingen. Von 1939 bis 1946 musste der Spielbetrieb aufgrund des Zweiten Weltkriegs ein weiteres Mal ruhen.

### Nachkriegszeit
Nach dem Ende des Krieges erfolgte die Gründung eines lokalen Gesamtvereins mit dem Namen VfR Überlingen. Diesen Namen trug der Verein bis zur Rückbenennung am 23. Januar 1950. In der Saison 1953/54 stieg man wieder in die A-Klasse ab. Nach der Spielzeit 1957/58 gelang es, in die 2. Amateurliga Südbaden aufzusteigen. Als Meister der Saison 1959/60 stieg der Verein in die zu dieser Zeit drittklassige 1. Amateurliga Schwarzwald-Bodensee auf. Mit 13:47 erreichte man in der Spielzeit 1960/61 den 16. und letzten Platz, was den sofortigen Wiederabstieg bedeutete. Zur Saison 1962/63 gelang der Wiederaufstieg. Mit 17:43 Punkten auf dem 14. Platz stieg man erneut ab.

### 1960er Jahre bis Jahrtausendwende
In den Aufstiegsspielen der Saison 1964/65 scheiterte das Team. Die Saison 1972/73 führte die Mannschaft in die A-Klasse, aus der man in der Folgesaison wieder aufstieg. Ebenfalls in dieses Jahr fiel die Wahl des damaligen baden-württembergischen Innenministers Karl Schiess zum Vereinspräsidenten. Nach der Saison 1978/79 folgte wieder der Abstieg aus der mittlerweile Landesliga heißenden Klasse in die Bezirksliga. Nach fast einem Jahrzehnt gelang in der Saison 1985/86 der Aufstieg zurück in die Landesliga. Nach guten Spielzeiten stieg man 1993/94 jedoch wieder in die Bezirksliga ab. Eine Saison später erfuhr die Mannschaft den Abstieg in die A-Klasse, aus der man in der Spielzeit 1997/98 aufstieg. In der Saison 1999/2000 erfolgte der Abstieg in die Kreisliga A und eine Saison später gelang der direkte Wiederaufstieg.

### 2000er Jahre bis heute
In der Saison 2003/04 gelang der Aufstieg in die Landesliga, in welcher man sich bis zum Ende der Spielzeit 2006/07 halten konnte. Im Anschluss an die Saison 2008/09 qualifiziert sich die Mannschaft über den 2. Platz für die Aufstiegsrelegation. Dort konnte man sich nach Hin- und Rückspiel gegen den FC Löffingen durchsetzen und in die Landesliga zurückkehren. Man hielt sich bis nach der Saison 2015/16 in der Klasse, als man mit 16 Punkten über den 16. und letzten Platz absteigen musste. In der Bezirksliga Bodensee platzierte man sich mit 65 Punkten aber sofort wieder auf dem zweiten Platz und durfte somit an der Aufstiegsrelegation teilnehmen. Nach Hin- und Rückspiel setzte man sich dort gegen den FC Königsfeld durch und erlangte somit wieder die Teilnahme an der Landesliga. Hier spielt die Mannschaft bis heute.